# Adelaide Metcalfe
Adelaide Metcalfe – gmina (ang. township) w Kanadzie, w prowincji Ontario, w hrabstwie Middlesex.
Powierzchnia Adelaide Metcalfe to 331,84 km².
Według danych spisu powszechnego z roku 2001 Adelaide Metcalfe liczy 3149 mieszkańców (9,49 os./km²).